# Акалын, Бесим Омер
Бесим Омер Акалын (1 июля 1862, Стамбул — 19 марта 1940, Анкара) — турецкий медик, создатель современной гинекологии и акушерства в Турции. Занимал пост директора турецкого общества Красного Креста.

## Биография
Родился 1 июля 1862 года в Стамбуле в семье османского политика Омера Шевки Паши и его жены Афифе. У Бесима была сестра Маджиде и трое братьев, Азми, Агах и Кемаль Омер.
Начальное образование получил в Приштине, затем окончил военно-медицинскую школу Кулели.
В 1912 году Бесим Акалын из-за плохой погоды опоздал на «Титаник».
После принятия в Турции в 1934 году закона о фамилиях, Бесим Омер взял фамилию Акалын. В 1935 и 1939 годах избирался членом Великого национального собрания от республиканской народной партии.
Умер 19 марта 1940 года в Анкаре.